# Feestje (hoorspel)
Feestje is een hoorspel van Peter van Gestel. In het kader van de Vredesweek 1978 werd het op maandag 2 oktober 1978, van 22:42 uur tot 23:00 uur door de NCRV uitgezonden als tweede in de luisterspelreeks Spelen tegen de oorlog. De regisseur was Johan Wolder.

## Rolbezetting
- Eric van der Donk (Daan)
- Wim Kouwenhoven (gastheer)
- Fé Sciarone (Lien)
- Hans Hoekman (feestganger 1)
- Cees van Ooyen (feestganger 2)
- Jan Wegter (feestganger 3)
- Paul van der Lek (rustige man)
- Frans Somers (bezoeker)
- Willy Brill, Joke Reitsma-Hagelen & Hans Veerman (diverse stemmen)

## Inhoud
De hoofdpersoon komt als bij toeval op een feestje terecht. Gaandeweg gaat men hem als een indringer zien. Hij wekt agressie op, een agressie die zich ten slotte tegen alle feestgangers richt. Het einde van het spel is een complete mini-oorlog, die het kenmerk heeft van de echte oorlog: niemand weet eigenlijk waarom het is begonnen…